# 21544 Hermainkhan
21544 Hermainkhan è un asteroide della fascia principale. Scoperto nel 1998, presenta un'orbita caratterizzata da un semiasse maggiore pari a 2,5293579 UA e da un'eccentricità di 0,1014088, inclinata di 11,35127° rispetto all'eclittica.